# Lintjärnen (Mora socken, Dalarna, 676002-144600)
Lintjärnen är en sjö i Mora kommun i Dalarna och ingår i Dalälvens huvudavrinningsområde.